# Redon
Redon (bretó Redon) és un municipi francès situat al departament d'Ille i Vilaine i a la regió de Bretanya. L'any 2016 tenia 8.889 habitants. Limita al nord-oest amb Saint-Perreux, al nord amb Bains-sur-Oust, al nord-est Sainte-Marie, a l'est amb Saint-Nicolas-de-Redon, al sud-oest amb Saint-Jean-la-Poterie i al sud amb Rieux.

## Llengua bretona
El 10 d'octubre de 2008 el consell municipal va aprovar la carta Ya d'ar brezhoneg. A l'inici del curs 2007 el 13,8% dels alumnes del municipi eren matriculats a la primària bilingüe.

## Demografia
| Evolució de la població Cassini i INSEE |       |       |       |       |       |       |       |       |
| 1793                                    | 1800  | 1806  | 1821  | 1831  | 1836  | 1841  | 1846  | 1851  |
| 3 549                                   | 3 783 | 3 777 | 4 183 | 4 504 | 4 506 | 4 606 | 5 303 | 5 882 |

| 1856  | 1861  | 1866  | 1872  | 1876  | 1881  | 1886  | 1891  | 1896  |
| ----- | ----- | ----- | ----- | ----- | ----- | ----- | ----- | ----- |
| 5 471 | 5 943 | 6 064 | 6 131 | 6 446 | 6 537 | 6 428 | 6 929 | 7 034 |

| 1901  | 1906  | 1911  | 1921  | 1926  | 1931  | 1936  | 1946  | 1954  |
| ----- | ----- | ----- | ----- | ----- | ----- | ----- | ----- | ----- |
| 6 935 | 6 681 | 6 699 | 6 640 | 6 718 | 6 698 | 6 565 | 7 401 | 7 869 |

| 1962  | 1968  | 1975  | 1982  | 1990  | 1999  | 2006  | 2011  | 2016  |
| ----- | ----- | ----- | ----- | ----- | ----- | ----- | ----- | ----- |
| 8 876 | 9 363 | 9 649 | 9 170 | 9 260 | 9 499 | 9 601 | 9 395 | 8 889 |

| 2019 | - | - | - | - | - | - | - | - |
| ---- | - | - | - | - | - | - | - | - |
| -    | - | - | - | - | - | - | - | - |

## Administració
| Període   | Identitat         | Partit             |
| --------- | ----------------- | ------------------ |
| 1965-1970 | Joseph Ricordel   | Divers droite      |
| 1970-1983 | Jean Tiger        | Divers droite      |
| 1983-1995 | Pierre Bourges    | PS                 |
| 1995-2001 | Alain Madelin     | Democràcia Liberal |
| 2001-2007 | Jean-Michel Bollé | Divers droite      |
| 2007-2014 | Vincent Bourguet  | Divers droite      |
| 2014-2020 | Pascal Duchêne    | UDI                |

## Galeria d'imatges

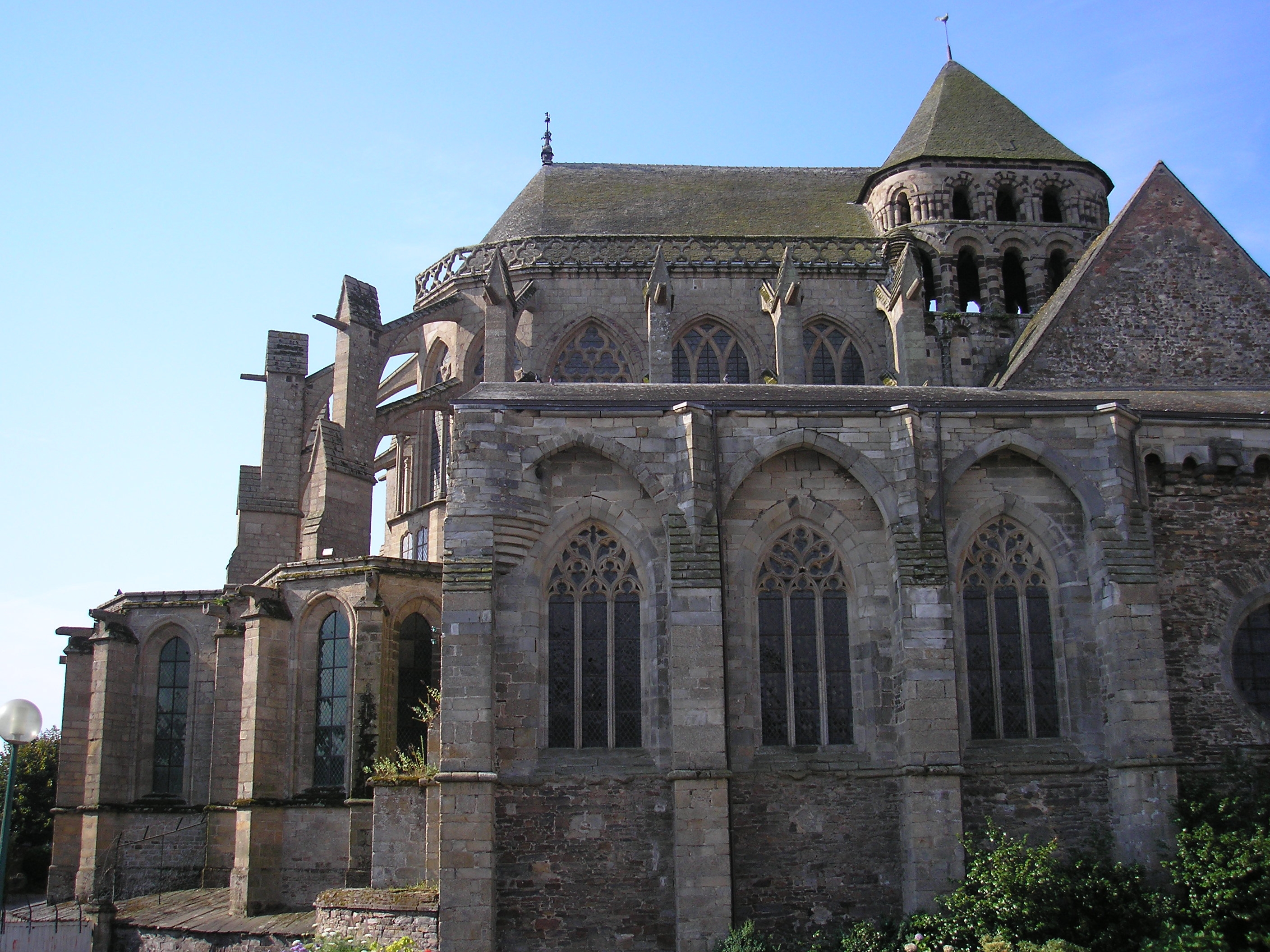
El cor i la nau de l'abadia
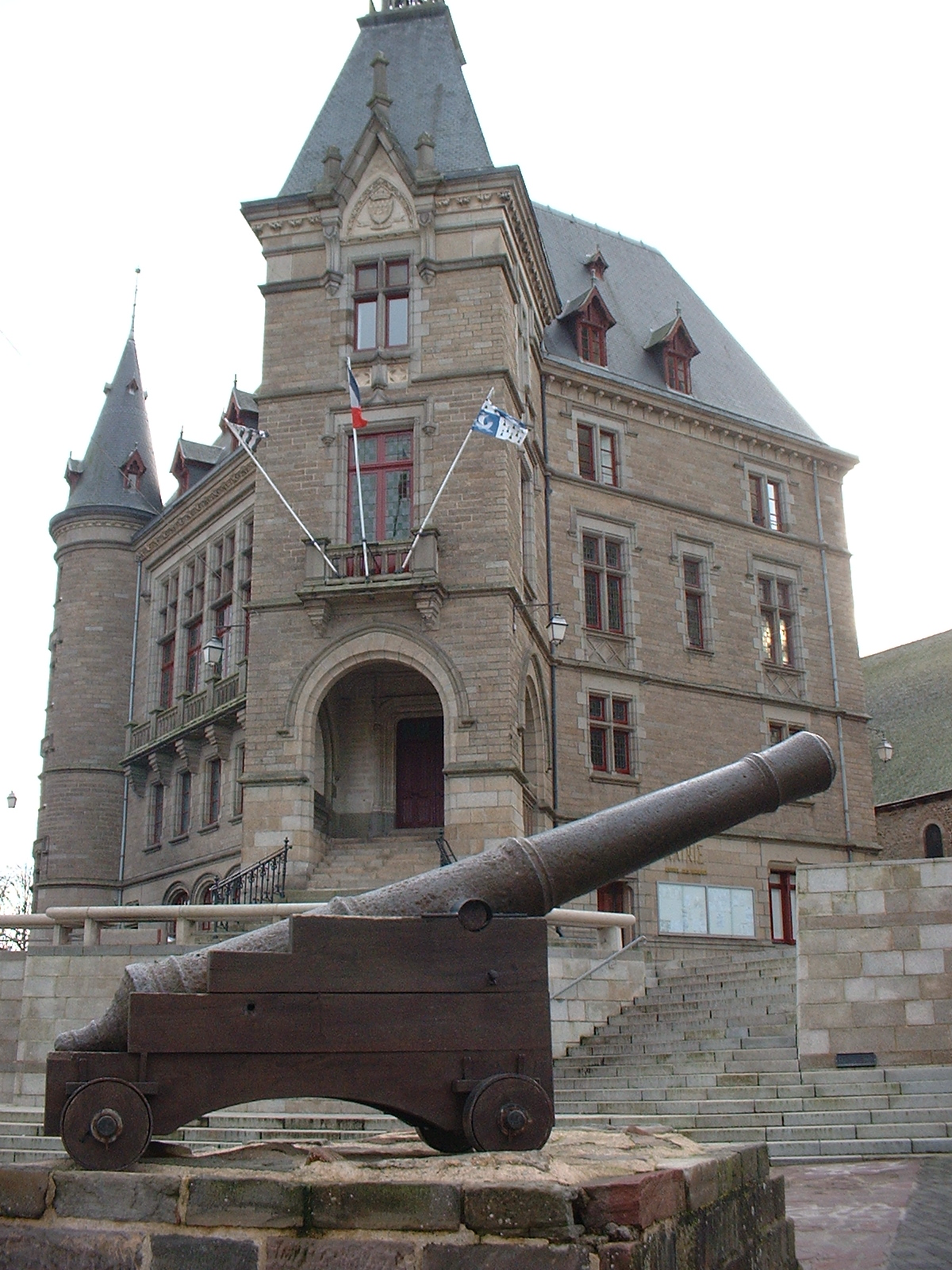
Alcaldia de Redon